# Malå
Malå (sydsamisk: Maalege, umesamisk: Máláge) er en by i Västerbottens län, Sverige, som er hovedby og kommunecenter i Malå kommune. Malå er beliggende cirka 70 kilometer nord for Lycksele, ved bredden af søen Malåträsket, der gennemløbes af den ca. 120 km lange elv Malån, der løber ud i Skellefte älv.
Sveriges geologiska undersökning har sit mineralinformationskontor i Malå, som blandt andet har et borekernearkiv med 3,5 millioner meter med borekerner fra hele Sverige.

## Eksterne kilder og henvisninger
1. ↑  Om Malå Arkiveret 1. december 2015 hos  Wayback Machine Fra Malå kommunes hjemmesider